# پزشکیار ورزشی
اتلتیک ترینر شامل پیشگیری، مراقبت‌های اورژانسی، شناسایی بالینی و کمک به درمان و بازتوانی آسیب‌ها و مشکلات پزشکی در ورزش است، و به طور خلاصه ارائه مراقبت‌های بهداشتی ویژه برای افراد ورزشکار یا دارای فعالیت بدنی است  که از سال 1990 توسط نظام پزشکی آمریکا (AMA) به عنوان یکی از حرفه های لیست مجموعه خدمات درمانی و مراقبتهای بهداشتی شناخته شده‌است.

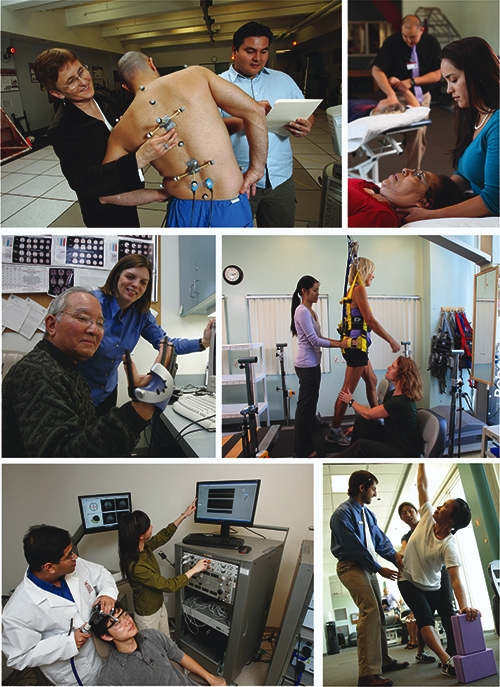
تصاویری از آموزش معاینات پیشگیری از آسیب در اتلتیک ترینر

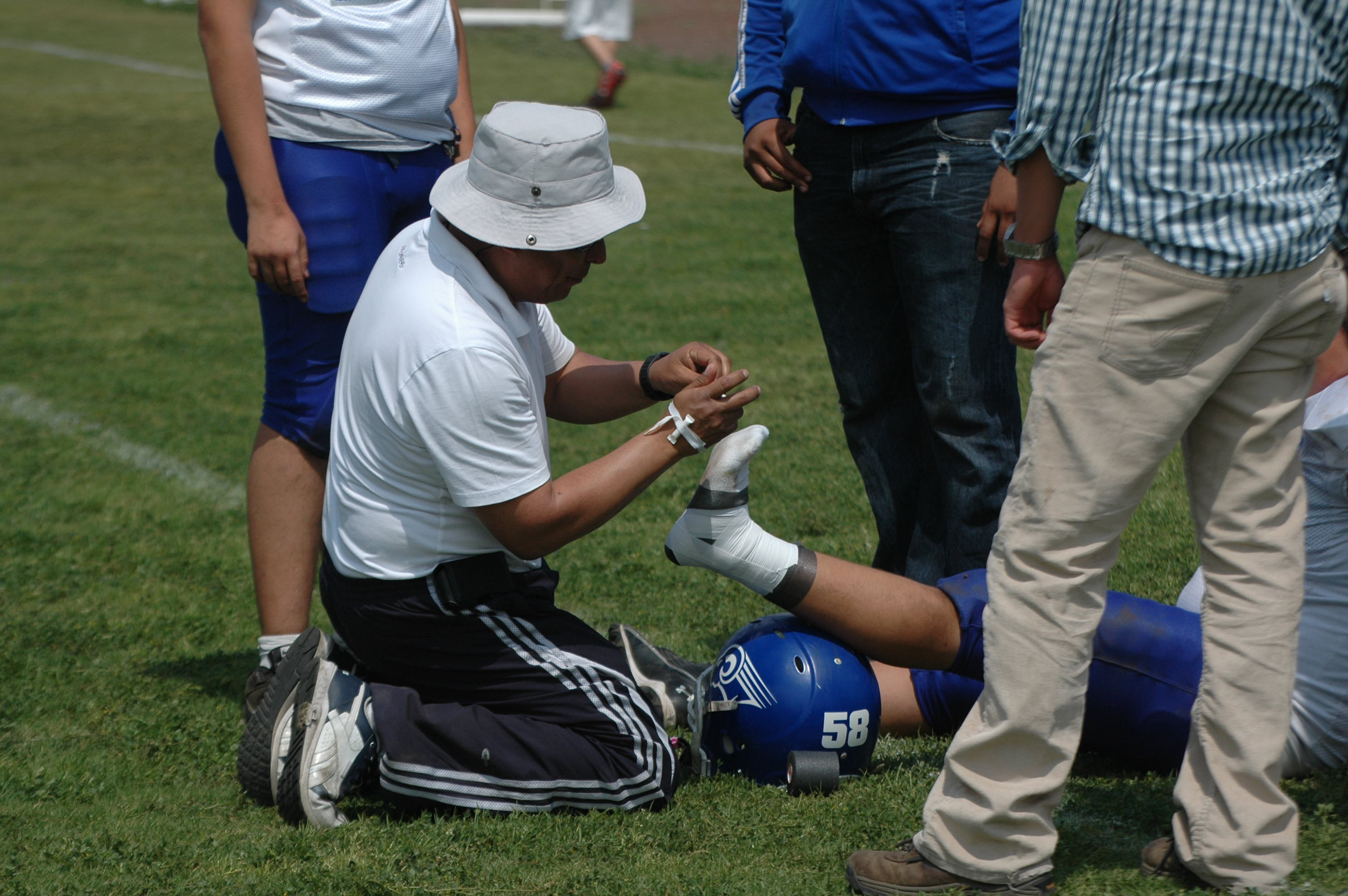
یک درمانگر ورزشی درحال امدادگری ورزشکار آسیب دیده

امدادگری و درمانگری ورزشی از شاخه‌های علوم ورزشی است  که به یک جزء حیاتی از حیطه طب ورزشی معاصر تبدیل شده است . 
که توسط اتلتیک ترینر [ Athletic Trainer] انجام می شود. او متخصص مراقبت‌های بهداشتی است که در حیطه طب ورزشی فعالیت می‌کند؛ و برای بهینه‌سازی فعالیت‌ها و مشارکت افراد در ورزش، کار و زندگی با پزشکان همکاری می‌کند. پزشکیاران ورزشی دو قسم هستند؛ فارغ التحصیل اتلتیک ترینر (LAT) و  اتلتیک ترینر تایید شده (ATC). اتلتیک ترینر فاز پساحاد توانبخشی (post-acute phase) را مدیریت می کند. اتلتیک ترینر در اصل یک مربی است، یک مربی آشنا به اصول پزشکی، اما همانطور که از نام آن مشخص است همراه و تحت نظر یک پزشک فعالیت می‌کند. در اصل اتلتیک ترینر رابط بین دنیای ورزش و دنیای پزشکی است .
باوجوداینکه اتلتیک ترینر توسط وزارت بهداشت و همچنین انجمن پزشکی آمریکا به رسمیت شناخته می شود اغلب برنامه های تحصیلی اتلتیک ترینر در دانشکده های علوم ورزشی ارایه می شوند (رجوع شود به سایت دانشکده علوم ورزشی کارولینا) به دنبال ورود حرفهٔ جدید اتلتیک ترینر، در عصر جدید، آنها با یک چشم انداز حرفه‌ای در حال تحول، روبرو هستند. طیف خدمات یک اتلتیک ترینر معتبر و تأییدشده (ATC) از یک مدرسه تا میدان مسابقه در لیگ‌های ملی یا کار در کنار پزشک متخصص در کلینیک است. در متون بین‌المللی آمده‌است که اتلتیک ترینر یک متصدی خدمات پزشکی و سلامتی است که نه تنها وظیفهٔ آن پیشگیری، مراقبت، توانبخشی، و بازگشت ورزشکار به فعالیت پس از آسیب های ورزشی بوده، بلکه ارائه دهنده خدمات به افراد جامعه به ویژه در راستای سبک زندگی فعال است.
همچنین طبق گفته Henicke، اتلتیک ترینرهای دارای مجوز (ATC) که آموزش‌های مداوم لازم را گذرانده‌اند، می‌توانند طب سوزنی را برای بیماران خود انجام دهند 
نکته موجود در تفاوت بین فیزیوتراپ ورزشی و اتلتیک ترینر، حضور فیزیوتراپ به عنوان درمانگر در کلینیک باشگاه و حضور اتلتیک ترینر به عنوان امدادگر و درمانگر همراه تیم در میدان مسابقه است.
ضرورت و اهمیت رشته امدادگری و درمانگری ورزشی
۱. مطالعات مختلف اثبات کرده اند که توانبخشی ورزشکاران (تفریحی و حرفه ای) باید به عنوان یک مهارت پیشرفته که نیاز به آموزش تخصصی دارد، شناخته شود. زیرا اصول توانبخشی و بازگشت فرد آسیب دیده ورزشکار با غیرورزشکار متفاوت است. 
۲. روحیه، فرهنگ و حتی پوشش ورزشکاران و اماکن ورزشی ساختار خاصی دارد، بنابراین لازم است فردی که همراه ورزشکاران در باشگاه یا مسابقه به امور درمانگری و امدادگری آنها می‌پردازد، آشنا و مانوس با این ساختار باشد.
۳. مهارتهای این حرفه فقط شامل درمانگری ورزشکاران نیست بلکه مهارت امدادگری از اصول اساسی این رشته است. جمع این دو مهارت در تخصص رشته هایی مانند فیزیوتراپی، فیزیولوژی ورزشی و یا فوریت های پزشکی نیست. بلکه نیازمند یک رشته با تخصص در امدادگری، درمانگری و تمرین دهی است.
۴. با گستردگی بسیار بالای باشگاه ها، ورزشگاه ها و اماکن ورزشی همچنین مسابقات مختلف، امکان حضور پزشک متخصص در تمامی این اماکن وجود ندارد.
تحقیقات مختلف اثبات کرده اند که آگاهي پزشکان و دانشجويان گروه پزشکي درباره موضوعات مرتبط با ورزش کم یا متوسظ است برای مثال فرحبخش و همکاران (2012) در مطالعه ای به این نتیجه رسیدند که "بیش از دو سوم پزشکان عمومی و دستیاران پزشکی معتقد بودند که دانش یا مهارت آنها در مورد موضوعات مرتبط با ورزش و پزشکی ورزشی متوسط به پایین است. با توجه به اهمیت روزافزون فعالیت بدنی در ارتقای سلامت و افزایش نسبی شیوع آسیب‌ها و بیماری‌های ناشی از ورزش، فقدان یا ناکافی بودن دانش و مهارت در بین پزشکان عمومی و دانشجویان پزشکی در آستانه فارغ‌التحصیلی، ممکن است منجر به سوء مدیریت بیماران شود." از سوی دیگر میزان آگاهی پزشکیاران ورزشی در مهارتهای امدادی (احیای قلبی ریوی) از امدادگران هلال احمر بهتر بوده است 

## رشته امدادگری و درمانگری ورزشی یک نام بین المللی

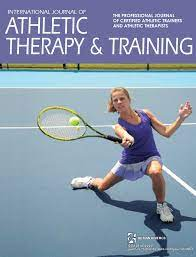
مجله بین المللی امدادگری و درمانگری ورزشی هیومن کینتیکس آمریکا

نام آمریکایی این رشته اتلتیک ترینینگ (Athletic Training) است و به معنای درمانگری ورزشی در کانادا با اسم اتلتیک تراپی (Athletic Therapy) و در کشورهای اروپایی مثل انگلیس و روسیه اسپورت تراپی  (Sports Therapy) است.  به همین علت فدراسیون جهانی این رشته، نام امدادگری و درمانگری ورزشی  (Athletic Therapy and Training) دارد. کشورهایی مثل ژاپن،  تایوان، کره، امارات متحده عربی، ایرلند، آفریقای جنوبی، آمریکا، بریتانیا، چین، کانادا، اسپانیا، ایتالیا و بسیاری از دانشگاه‌های معتبر دنیا برای گسترش این رشته با این فدراسیون جهانی  امدادگری و درمانگری ورزشی  (WFATT) همکاری دارند .

## تحصیل دررشته امدادگری و درمانگری ورزشی
بیش از نیم قرن است که این رشته با هدف تربیت فارغ التحصیل اتلتیک ترینینگ (LAT) در دانشگاه ها و موسسات آموزش عالی علوم ورزشی کشورهای مختلف به ویژه ایالات متحده برپا شده و امروزه تخصص‌های مختلف آن شامل مربی، مدرس یا محقق در تمامی دنیا در حال توسعه و گسترش هستند. دانشگاه های کارولینای جنوبی، ایلی نوییز و جورجیا سه دانشگاه برتر ارائه دهنده این رشته در آمریکا هستند. دانشگاه های یورک و مونت رویال در کانادا، همچنین دانشگاه های منچستر، کنت و بیرمنگام در انگلیس، دانشگاه آیداهو مسکو دانشگاه های برتر در اروپا هستند. در کشور ایران هم اکنون در دانشکده‌های علوم ورزش دانشگاه‌های باهنر کرمان و  دانشگاه تهران دوره دکتری تخصصی (PhD) این رشته با عنوان امدادگر ورزشی دایر است. هر ساله آزمون دکتری تخصصی امدادگر ورزشی به عنوان گرایشی از رشته آسیب شناسی ورزشی برگزار می‌شود.
PhD in Sport injuries (Athletic Trainer Major) in Iran: 1. Shahid Bahonar University of kerman. 2. University of Tehran 3. Shahid Beheshti University
برای مثال دوره کارشناسی (BSc in Athletic Therapy and Training) رشته امدادگری و درمانگری ورزشی در دپارتمانهای علوم ورزشی ایرلند یک دوره چهارساله است که دروس زیر تدریس می‌شود: 
سال اول: رشد و یادگیری برای آموزش عالی، ریاضیات برای ورزش و سلامت، مقدمه‌ای بر درمانگری ورزشی و توانبخشی، آناتومی فوقانی و تحتانی، زیست شناسی سلولی، فیزیولوژی انسان، بازاریابی و کارآفرینی کاربردی، پیشگیری از آسیب‌های جسمانی، مقدمه‌ای بر بیومکانیک انسانی. 
سال دوم: تغذیه ورزشی، مقدمه ای بر روانشناسی ورزش و تمرین، مسائل حقوقی و اخلاقی در ورزش، آناتومی ستون فقرات، سر، سینه و شکم، تست عملکرد برای ورزش و تمرین، آسیب‌ها و درمان‌ها، فیزیولوژی کاربردی انسان، حرکت شناسی، ارزیابی حرکت بیومکانیک و کنترل حرکتی، مقدمه‌ای بر کار بالینی در کلینیکهای دانشجویی، مهارت‌های توانبخشی بنیادی، یادگیری مبتنی بر شواهد. 
سال سوم: کاربرد استدلال بالینی در کلینیک‌ها، روش‌های تحقیق، داروها در ورزش، ارتز و پروتز، آسیب‌ها و درمان‌ها، درمان‌های ورزشی پیشرفته، بازتوانی و بازگشت به رقابت، مدیریت تروما، تصویربرداری تشخیصی، روانشناسی ورزش و تمرین. 
سال چهارم: تجربه کار بالینی، پروژه تحقیقاتی، کار بالینی در کلینیک، قدرت و آماده سازی ورزشکار، روانشناسی آسیب‌های ورزشی و توانبخشی (رجوع شود به سایت دانشگاه دوبلین سیتی). 
درجه دی-ای-تی (DAT) یا دکترای بالینی امدادگری ورزشی Doctorate in Athletic Training
دانشگاه ایالتی ایندیانا اولین برنامه دکترای بالینی در امدادگری ورزشی (DAT) (57 واحد) را زیر نظر  کمیسیون اعتباربخشی تحصیلات امدادگری ورزشی (CAATE) ارائه داد. این برنامه با استفاده از ترکیبی از دروس نظری و دروس عملی ارائه می شود.این برنامه باید در 6 ترم ثبت نام مستمر و تمام وقت تکمیل شود. برنامه دکترای بالینی در امدادگری ورزشی (DAT) برای امدادگران ورزشی معتبری که به دنبال دوره های پیشرفته و تحقیقات کاربردی هستند دایر شده است. فارغ التحصیلان این برنامه به متخصصصان بالینی با دانش و مهارت های پیشرفته مورد نیاز برای ارائه مراقبت از بیمار در بالاترین سطوح تبدیل خواهند شد. از افراد دارای دکترای بالینی انتظار می رود که رهبری و نوآوری در علم و عمل پیشرفته امدادگری ورزشی را فراهم سازند.
البته آنچه هنوز در کشور ایران تا حدودی شناخته شده‌است، فعالیت اتلتیک ترینر در کنار متخصصین پزشکی ورزشی یا فیزیوتراپیست‌ها در تیم‌های باشگاهی یا پوشش پزشکی مسابقات است. در این طیف خدماتی، امدادگر ورزشی که آن پزشکیار ورزشی گفته می شود فردی است که توانایی انجام کمکهای اولیه را به ورزشکاران داشته باشد و بتواند در حضور یا عدم حضور پزشک تیم، به ارائه حداقل‌ها و خدمات اولیه پزشکی بپردازد. هدف از تربیت این افراد، کمک به پزشکان و فیزیوتراپیست‌های تیم، و مهیا نمودن خدمات اولیه پزشکی در کلیه محیط‌ها و اماکن ورزشی و اجراء و حفظ و ارتقاء سطح سلامت و ایمنی ورزشکاران می‌باشد.
اما در کشورهای اطراف مثل آذربایجان متخصص توانبخشی تربیت بدنی با همکاری نزدیک با پزشک (پزشک ورزشی، جراح تروما، متخصص مغز و اعصاب، جراح مغز و اعصاب، متخصص قلب، جراح قلب و ...) به ارائه خدمات توانبخشی به ورزشکاران و افراد مبتلا به بیماری و آسیب می پردازد. دانشجویان مقطع لیسانس در دانشگاه های آذربایجان (رجوع شود به دپارتمان طب و توانبخشی ورزشی آکادمی دولتی تربیت بدنی و ورزش آذربایجان ) به منظور بهبود سطح عملکرد و بهبود کیفیت زندگی. موضوعات مربوط به درمانهای فیزیکی مانند آناتومی و فیزیولوژی انسان، بیوشیمی، روانشناسی، بیومکانیک و حرکت شناسی، حرکت درمانی، پزشکی ورزشی و غیره را مطالعه خواهند کرد. این برنامه تمرین های عملی را با آموزش تئوری ترکیب می کند. دانش جویان نحوه معاینه بیماران مبتلا به انواع بیماری ها و آسیب ها و اجرای طرح درمانی را مطالعه خواهند کرد. پس از اتمام دوره، دانشجویان آمادگی کامل برای کار به عنوان پزشکیار و مربی توانبخشی جسمانی در فدراسیون های ورزشی، مدارس ورزشی، مراکز توانبخشی، کلینیک های ورزشی و غیره را خواهند داشت. این یک شغل با اولویت بالا است که نه تنها در آذربایجان بلکه در سطح بین المللی مورد تقاضای کارفرمایان است.
در آفریقای جنوبی به کسی که به امور درمانگری ورزشی می پردازد متخصص بیوکینتیک گفته می شود. متخصصان بیوکینتیک در آفریقای جنوبی عضو فدراسیون جهانی امدادگری و درمانگری ورزشی هستند. وظیفه اصلی بیوکینتیکیست بهبود عملکرد فیزیکی و مراقبت از سلامت از طریق ورزش است. این متخصص با استفاده از ورزش درمانی بر اساس شواهد علمی، افراد مبتلا به انواع آسیب های ورزشی، بیماری های مزمن، و بیماری های سبک زندگی را توانبخشی و درمان می کند. علاوه بر این، یک متخصص بیوکینتیک سلامت و تندرستی را ارتقا می‌دهد، به دنبال حفظ توانایی‌های بدنی بیمار، و همچنین ارائه یک برنامه فعالیت بدنی تخصصی است.  او بر توانبخشی فاز نهایی و برنامه های ورزشی تجویزی برای متعادل کردن قدرت و طول عضلانی تمرکز دارد.  
بیوکینتیک یک حرفه شناخته شده پزشکی است که شامل مدیریت عادات ورزشی موثر به منظور بهبود وضعیت جسمانی و کیفیت زندگی فرد است. یک متخصص بیوکینتیک از طریق ارزیابی فردی و تجویز ورزش در زمینه آسیب‌ها (حاد و مزمن) و افزایش عملکرد به این امر دست می یابد. تخصص بیوکینتیک در شورای حرفه های پزشکی آفریقای جنوبی ثبت شده است و کد نظام پزشکی دارد (رجوع شود به سایت دپارتمان ورزش دانشگاه کیپ تاون غربی). 
فیزیوتراپی و بیوکینتیک هر دو در درمان توانبخشی ورزشی نقش دارند که به دنبال رفع آسیب حاد یا بیماری مزمن و همچنین کمک به بهبودی و تناسب اندام و عملکرد است. آسیب های اسکلتی عضلانی نتیجه قابل پیش بینی شرکت در فعالیت های ورزشی است. توانبخشی باید در اسرع وقت پس از وقوع آسیب شروع شود. درمان یک ورزشکار آسیب دیده به طور ایده آل توسط یک برنامه بین رشته ای فیزیوتراپی و بیوکینتیک مدیریت می شود (رجوع شود به سایت دانشکده علوم ورزش و حرکت ژوهانسبورگ)

## چهره های ماندگارامدادگری و درمانگری ورزشی

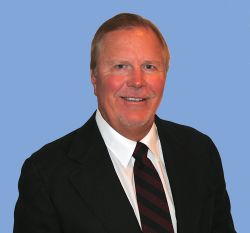
Professor William E. Prentice, PhD, ATC

پروفسور ویلیام پرنتیس، استاد دپارتمان علوم ورزشی دانشگاه کارولاینای شمالی او دارای مدرک کارشناسی و کارشناسی ارشد علوم ورزشی از دانشگاه دلاویر و دکترای طب ورزشی از دانشگاه ویرجینیا و همچنین یک مدرک کارشناسی نیز در رشته فیزیوتراپی از دانشگاه کارولاینا دارد. ایشان بیش از 10 عنوان کتاب در حیطه طب ورزشی، امدادگری و درمانگری ورزشی نوشته است. دکتر پرنتیس جوایز متعددی را از انجمن ملی اتلتیک ترینر (ناتا) دریافت کرده است، از جمله مهمترین آنها جایزه استاد برجسته امدادگری ورزشی میلر در سال 1999. و جایزه برجسته ترین اتلتیک ترینر در سال 1999. دکتر پرنتیس در سال 2004، به تالار مشاهیر اتلتیک ترینر افزوده شد. در سال 2006، ناتا بورسیه تحصیلی ویلیام ای پرنتیس را تأسیس کرد که سالانه به نام او ارائه می شود. او در سال 2014 جایزه پزشکی ورزشی ارنست جوکل را از آکادمی ورزشی ايالات متحده دریافت کرد.
آرتی فلوید:
فلوید به عنوان یک درمانگر ورزشی در دانشگاه آلابامای غربی کار می کند. او اکنون نزدیک به 40 سال به عنوان عضو هیئت علمی در دانشگاه خدمت کرده و مدیر درمانگری ورزشی آنجا است. میراث فلوید در درمانگری و امدادگری ورزشی که توسط همکارانش به عنوان یکی از فداکارترین مربیان ورزشی در این حرفه شناخته می شود، خدمات و فداکاری او خواهد بود. فلوید یکی از اعضای سابق هیئت مدیره ناتا است. او همچنین به عنوان نماینده هیئت مدیره بنیاد تحقیقات و آموزش ناتا انتخاب شد و اولین عضوی بود که به طور همزمان در هیئت مدیره ناتا و بنیاد ناتا انتخاب شد. فلوید در حال حاضر یک داوطلب فعال در سطح محلی، ایالتی و ملی است.

## منابع علمی امدادگری و درمانگری ورزشی

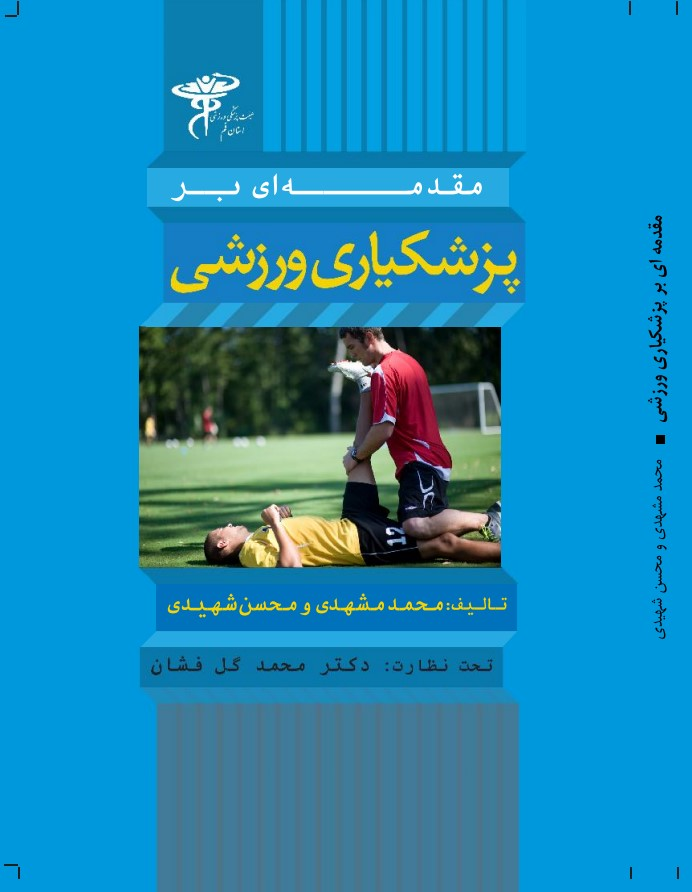